# San Mateo, San Luis Potosí
San Mateo är en ort i Mexiko.   Den ligger i kommunen Venado och delstaten San Luis Potosí, i den centrala delen av landet, 400 km nordväst om huvudstaden Mexico City. San Mateo ligger 1 756 meter över havet och antalet invånare är 125.
Terrängen runt San Mateo är lite kuperad. Runt San Mateo är det glesbefolkat, med 10 invånare per kvadratkilometer. Närmaste större samhälle är Polocote de Arriba, 6,4 km väster om San Mateo. Omgivningarna runt San Mateo är i huvudsak ett öppet busklandskap.